# Cassytha filiformis
Espèce
Classification phylogénétique
Cassytha filiformis est une espèce de plantes à fleurs la famille des Lauraceae. Ses noms vernaculaires sont Liane Foutafout, fausse cuscute et liane jaune. C'est une plante parasite à répartition pantropicale.

## Description
C'est une liane herbacée.

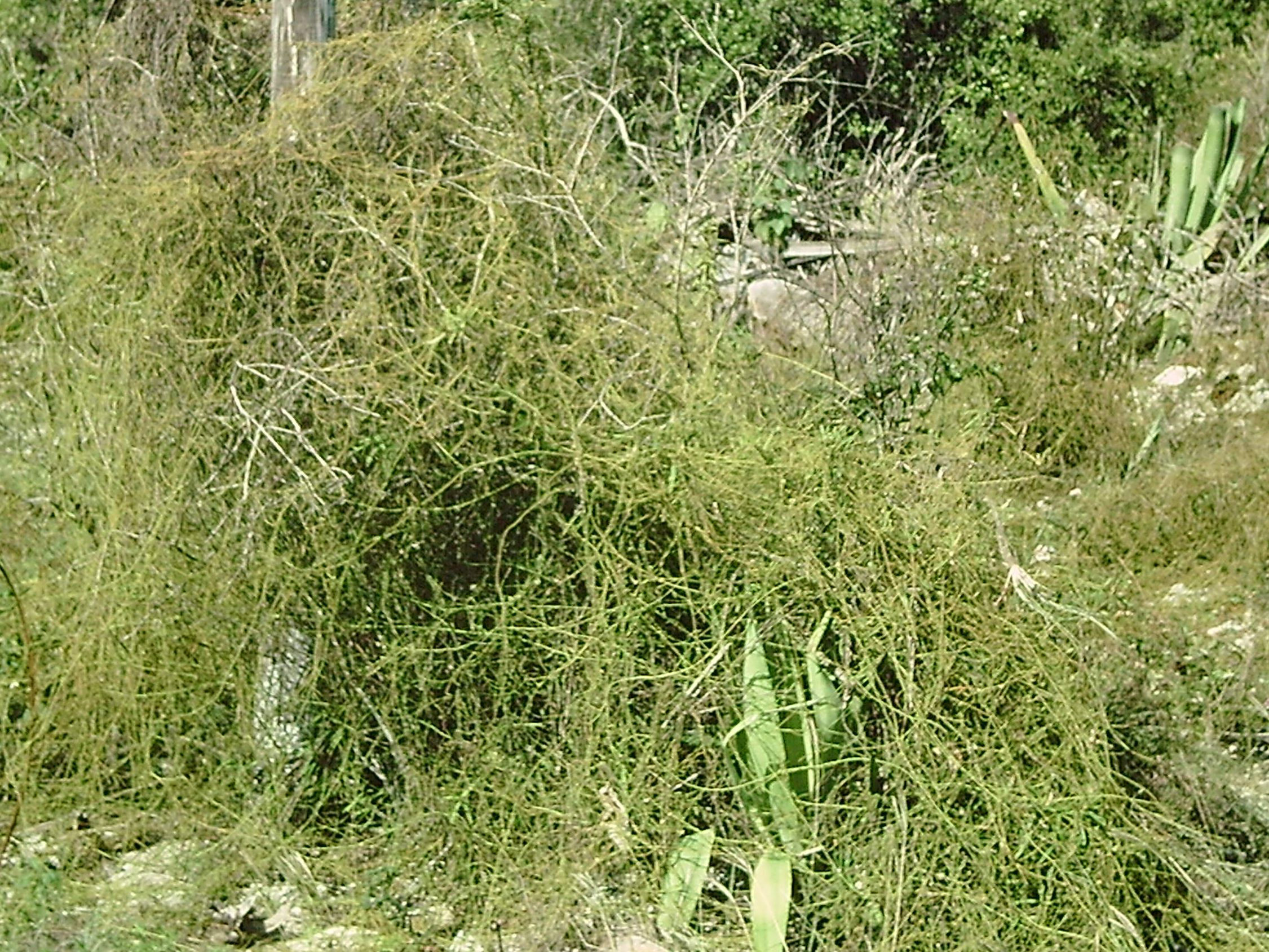
Liane jaune parasitant la flore des Bahamas

Ses fruits sont des drupes de 7mm de diamètre de couleur verte, jaune puis blanche à maturité.

## Répartition et habitat

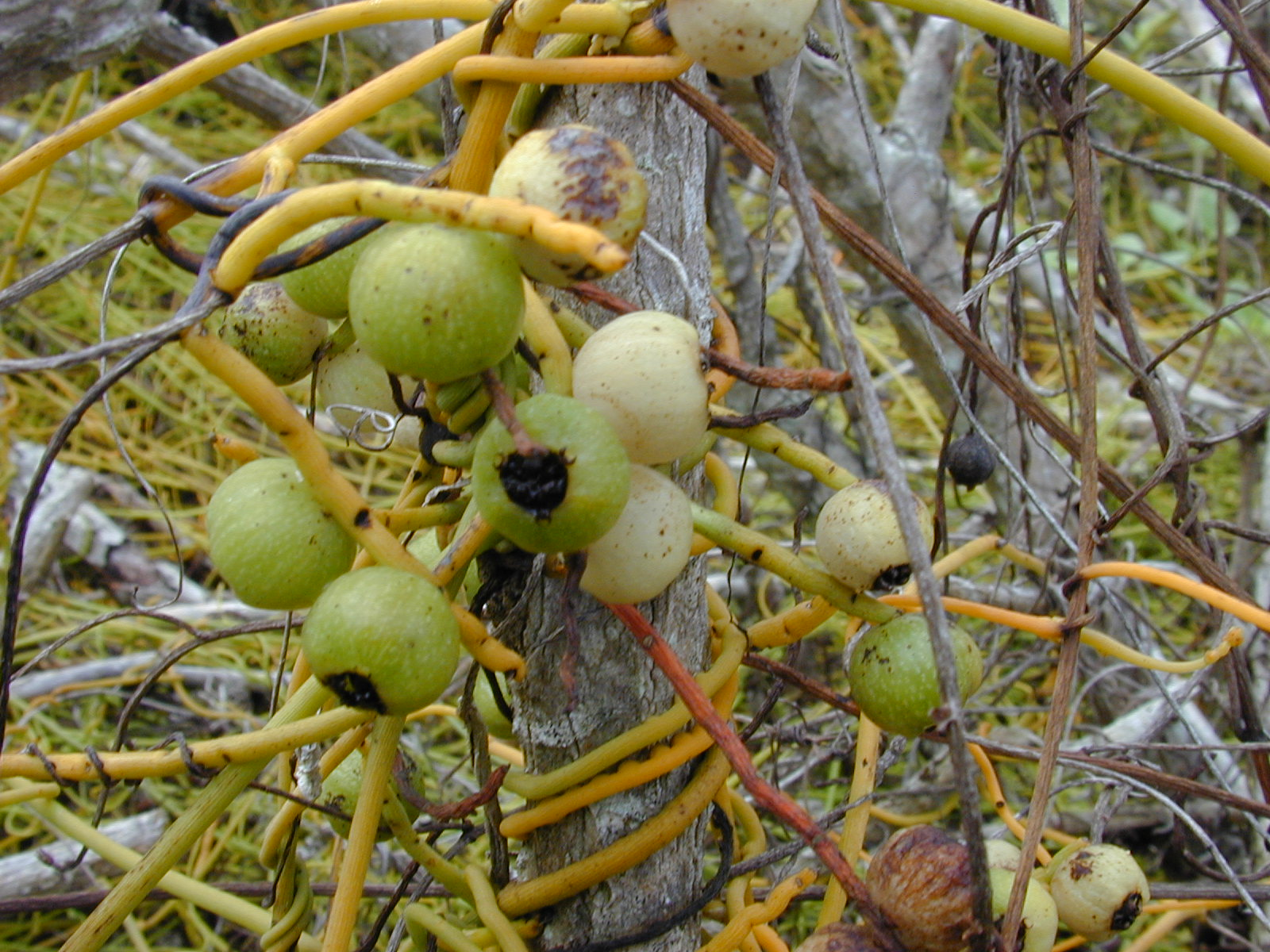
Cassytha filiformis, à Hawaï.

On trouve C. filiformis à Hawaï, au nord de l'Amérique du Sud, en Amérique centrale, au sud de la Floride et au Japon (Okinawa).
Cette espèce parasite la flore littorale. Elle a la capacité nautochore : des chercheurs de La Réunion ont retrouvé des graines dans les laisses de mer de l'île Grande Glorieuse et ils ont réussi à les faire germer.